# Welsh Alliance League
La Welsh Alliance League (attualmente Lock Stock Welsh Alliance Football League, per ragioni di sponsorizzazione) è una competizione calcistica gallese. Consta di due categorie; la Division One, la sua maggiore categoria, forma insieme a Mid Wales Football League e Welsh Football League Division Two il terzo livello del sistema dei campionati nazionali gallesi, occupandosi della regione settentrionale del Galles, con eccezione della zona di Wrexham.

## Squadre 2015-2016

### Division 1
| Club                      | Stadio                            | Stagione 2014–2015 |
| ------------------------- | --------------------------------- | ------------------ |
| Barmouth & Dyffryn United | Wern Mynach, Barmouth             | 8th                |
| Glan Conwy                | Cae Ffwt, Glan Conwy              | 12th               |
| Glantraeth                | Trefdraeth, Bodorgan              | 3rd                |
| Gwalchmai                 | Maes Meurig, Gwalchmai            | 7th                |
| Abergele Town             | Maesdu Park, Llandudno            | 6th                |
| Llanberis                 | Ffordd Padarn, Llanberis          | 9th                |
| Llandudno Junction        | The Flyover, Llandudno Junction   | 2nd                |
| Llandyrnog United         | Cae Nant, Llandyrnog              | 11th               |
| Llanfairpwll              | Maes Eilian, Llanfairpwllgwyngyll | 14th               |
| Llangefni Town            | Bob Parry Field                   | 2nd (Division 2)   |
| Llanrug United            | Eithin Duon, Llanrug              | 4th                |
| Llanrwst United           | Gwydir Park, Llanrwst             | 13th               |
| Penrhyndeudraeth          | Maes Y Parc, Penrhyndeudraeth     | 5th                |
| Pwllheli                  | Leisure Centre, Pwllheli          | 10th               |
| St. Asaph City            | Roe Plas Meadows, St Asaph        | 1st (Division 2)   |
| Trearddur Bay United      | Trearddur Bay                     | 3rd (Division 2)   |

Holywell Town F.C. promosso in Cymru Alliance come campione.

### Division 2
| Club                       | Stadio                          | Stagione 2014–2015    | Notes                                   |
| -------------------------- | ------------------------------- | --------------------- | --------------------------------------- |
| Amlwch Town                | Lôn Bach, Amlwch                | 12th                  |                                         |
| Bethesda Athletic          | Meurig Park, Bethesda           | 10th                  | Squalificato per la stagione 2015–2016. |
| Blaenau Ffestiniog Amateur | Cae Clyd, Blaenau Ffestiniog    | 8th                   |                                         |
| Gaerwen                    | Lon Groes, Gaerwen              | 13th                  |                                         |
| Greenfield                 | Bagillt Road, Greenfield        | 7th                   |                                         |
| Halkyn United              | Pant Newydd, Halkyn             | 11th                  |                                         |
| Llanerch-y-medd            | Tan Parc, Llanerch-y-medd       | 5th                   |                                         |
| Meliden                    | Ffordd Ty Newydd, Meliden       | 9th                   |                                         |
| Mochdre Sports             | Mochdre Sports Club, Colwyn Bay | 14th                  |                                         |
| Mynydd Llandegai           | Mynydd Llandegai, Bangor        | 6rd                   |                                         |
| Nantlle Vale F.C.          | Maes Dulyn, Penygroes           | 4th                   |                                         |
| Llanllyfni FC              | Llanllyfni                      | 1st in Gwynedd League |                                         |
| Penmaenmawr Phoenix        | Cae Sling, Penmaenmawr          | 15th                  |                                         |
| Pentraeth F.C.             | Pentraeth                       | 16th                  |                                         |

## Albo d'oro
- 1984/85  Conwy United
- 1985/86  Conwy United
- 1986/87  Bethesda Athletic
- 1987/88  Llanfairpwll FC
- 1988/89  Flint Town Utd
- 1989/90  Porthmadog
- 1990/91  Llangefni Town
- 1991/92  Llangefni Town
- 1992/93  Cemaes Bay
- 1993/94  Llangefni Town
- 1994/95  Rhydymwyn
- 1995/96  Denbigh Town
- 1996/97  Glantraeth
- 1997/98  Holyhead Hotspur
- 1998/99  Llangefni Town
- 1999/2000  Halkyn Utd
- 2000/01  Llanfairpwll FC
- 2001/02  Amlwch Town
- 2002/03  Glantraeth
- 2003/04  Rhyl riserve
- 2004/05  Bodedern
- 2005/06  Prestatyn Town
- 2006/07  Denbigh Town
- 2007/08  Bethesda Athletic
- 2008/09  Bethesda Athletic
- 2009/10  Rhydymwyn
- 2010/11  Conwy United
- 2011-2012  Holyhead Hotspur
- 2012-2013  Caernarfon Town
- 2013-2014  Denbigh Town
- 2014-2015  Holywell Town